# 奈凯热尼
奈凯热尼，是匈牙利包尔绍德-奥包乌伊-曾普伦州所辖的一个村。总面积14.10平方公里，总人口777，人口密度55.1人/平方公里（2011年1月1日）。